# 香港家書 (節目)
《香港家書》是香港電台一個時事節目，由香港學者、議員、官員及社會各界人士以書信形式向香港市民發表意見，分析香港社會現象或者表達個人感受。香港特區行政長官及多位司長亦有透過《香港家書》發表意見。
《香港家書》是由香港電台公共事務組製作，香港時間逢星期六上午9時至9時20分在香港電台第一台播出。此節目在香港政權移交前名為《給香港的信》，香港政權移交後更改名稱為《香港家書》；香港電台第三台（英文台）的節目《給香港的信》（英語：Letter To Hong Kong）則名稱不變，一直維持播放至2021年5月30日。

## “兩國論”事件
1999年中，中華民國（臺灣）總統李登輝提出兩國論，當時台灣駐港代表的中華旅行社總經理鄭安國獲邀在《香港家書》節目中發表對兩國論解釋，受到部份北京和香港的官員及一些親中人士的嚴厲批評。當時行政長官董建華及特區政府發言人批評鄭安國不應發表和身份不相符的言論。
1999年10月，香港政府宣佈把時任廣播處長張敏儀調任至日本東京，出任香港駐日本經濟貿易首席代表。有香港傳媒指出，調動與此事件有關。同年，鄭安國因為不獲得香港政府續發簽證而被迫離職。

## 外部連結
- 香港電台第一台《香港家書》官方網站 （页面存档备份，存于）
- 香港電台第三台《給香港的信》官方網站 （页面存档备份，存于）